# 洛科薩
6°38′N 1°43′E / 6.633°N 1.717°E

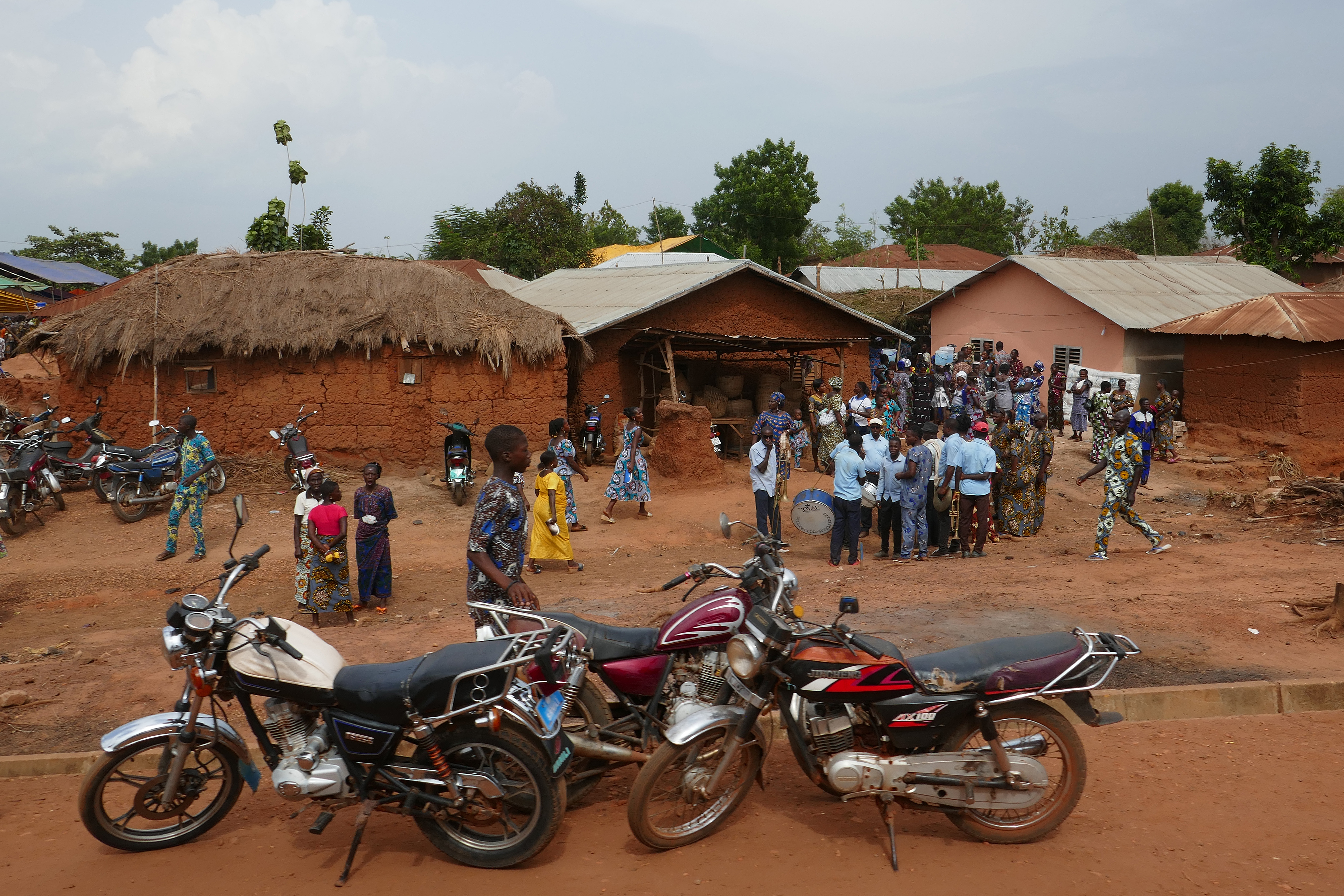
洛科薩

洛科薩（法語：Lokossa）是貝寧的城鎮，位於該國西南部，由莫諾省負責管轄，面積260平方公里，海拔高度64米，2012年該城鎮人口106,081，人口密度每平方公里410人。